# FC Rustavi
El FC Rustavi es un club de fútbol de la ciudad de Rustavi, en Georgia. Fue fundado en 1948 como Metallurg Rustavi, en 2006 se fusionó con el FC Tbilisi y fue renombrado Olimpi Rustavi. Desde la temporada 2011/12 el club cambió su nombre por el de Metalurgi Rustavi, y en 2015 lo cambió por FC Rustavi. Participa en la máxima categoría de su país, la Umaglesi Liga.

## Historia
El club fue fundado en 1948 y en el verano de 2006 se fusionó con el FC Tbilisi, que militaba en la Umaglesi Liga, cuando el club se denominaba FC Rustavi, por entonces en la segunda división. El club conservó la plaza en la máxima categoría del FC Tbilisi y fijó su sede en la ciudad de Rustavi. Georgi Kiknadze fue designado nuevo entrenador, y el club incorporó a sus filas a Georgi Seturidze, Lasha Kebadze, Vladimer Dvalishvili, Tiago, Georgi Oniani y Roin Oniani, todos ellos del FC Dinamo Batumi, los delanteros Georgi Kakhelishvil (Lokomotivi Tbilisi) e Irakli Sirbiladze (Sioni Bolnisi) y el guardameta Revaz Nachkebia del FC Ameri Tbilisi.
A pesar de haber sido fundado escasos días antes de iniciarse el campeonato liguero, el nuevo club tuvo un arranque espectacular en la competición: imbatido las ocho primeras jornadas e invicto hasta la novena. Pese a los buenos resultados, a mitad del campeonato Kiknadze abandonó el banquillo tras no llegar a un acuerdo para su renovación. Fue reemplazado por Revaz Dzodzuashvili, quien mantuvo al equipo como líder invicto durante toda la segunda vuelta. En la última jornada una victoria en el estadio del Torpedo Kutaisi permitió al Olimpi conquistar su primer título liguero.
Tras no llegar a un acuerdo de renovación, Dzodzuashvili fue reemplazado en el banquillo por Varlam Kilasonia para la temporada 2007/08. El Olimpi debutó en la Liga de Campeones de la UEFA, siendo eliminado en primera ronda por el FC Astana tras empatar sin goles en la ida y caer en Kazajistán por 3-0. En la Umaglesi Liga no pudo reeditar el campeonato, finalizando en cuarta posición.
Tras descender en la temporada 2014/15 a la Pirveli Liga cambia su nombre por el de FC Rustavi, obteniendo el título de la segunda categoría en 2017 y regresando a la Umaglesi Liga.

## Palmarés

### Torneos nacionales
- Liga Soviética de Georgia (3):

1959, 1974, 1979
- Umaglesi Liga (1):

2007
- Pirveli Liga (1):

2017
- Supercopa de Georgia (1):

2010

## Participación en competiciones de la UEFA
| Temporada | Torneo                | Ronda            | Club               | Marcador |
| --------- | --------------------- | ---------------- | ------------------ | -------- |
| 2007–08   | UEFA Champions League | Clasificatoria 1 | FC Astana          | 0–0, 0–3 |
| 2009–10   | UEFA Europa League    | Clasificatoria 1 | B36                | 2–0, 2–0 |
| 2009–10   | UEFA Europa League    | Clasificatoria 2 | Legia Warszawa     | 0–3, 0–1 |
| 2010–11   | UEFA Champions League | Clasificatoria 2 | FC Aktobe          | 0–2, 1–1 |
| 2011–12   | UEFA Europa League    | Clasificatoria 1 | FC Banants         | 1–0,1–1  |
| 2011–12   | UEFA Europa League    | Clasificatoria 2 | FC Irtysh Pavlodar | 1–1, 2–0 |
| 2011–12   | UEFA Europa League    | Clasificatoria 3 | Stade Rennais F.C. | 2-5, 0-2 |
| 2012–13   | UEFA Europa League    | Clasificatoria 1 | Teuta Durrës       | 3-0, 6-1 |
| 2012–13   | UEFA Europa League    | Clasificatoria 2 | Viktoria Plzeň     | 1-3, 0-2 |

Los partidos de local en Negrita.

## Entrenadores Recientes
- Giorgi Kiknadze (julio de 2006–enero de 2007)
- Anatoliy Piskovets (septiembre de 2007–febrero de 2008)
- Khvicha Kasrashvili
- Teimuraz Makharadze (julio de 2008–octubre de 2010)
- Nestor Mumladze (octubre de 2010–noviembre de 2010)
- Armaz Jeladze (noviembre de 2010–agosto de 2011)
- Koba Zhorzhikashvili (agosto de 2011–octubre de 2012)
- Georgi Kipiani (octubre de 2012-mayo de 2013)
- Gela Sanaia (junio de 2013-diciembre de 2013)
- Varlam Kilasonia (enero de 2014-junio de 2015)
- Giorgi Shashiashvili (julio de 2015-)

## Jugadores

### Jugadores destacados
| - Alex Fraga (2009–10) - Anderson Aquino (2009–10) - Choco (2009–10) - Jonatas (2009–10) - John Harold Lozano (1995) - Ernest Akouassaga (2008–09) - Vladimir Akhalaia (2009) - Revaz Arveladze (1988) - Zurab Arziani (2007) - Georgi Chelidze (2009) - Davit Devdariani (2007–08) - Giorgi Gakhokidze (1993–95) | - Revaz Gotsiridze (2007) - Soso Grishikashvili (1994–95) - Shota Khinchagashvili (1968–69) - Gocha Khojava (2006–07) - David Kakulia - Georgi Kipiani (1997–98) - Levan Kobiashvili (1994–95) - Giorgi Navalovski (2007) - Giorgi Oniani (2006) - Kakhaber Tskhadadze (1986–87) - Rezo Dzhikiya (2007–08), (2010) - Olexandr Omelyanov |